# Droga wojewódzka 781
Die Droga wojewódzka 781 (DW 781) ist eine 62 Kilometer lange Droga wojewódzka (Woiwodschaftsstraße) in der polnischen Woiwodschaft Kleinpolen und der Woiwodschaft Schlesien, die Chrzanów mit Łękawica verbindet. Die Strecke liegt im Powiat Chrzanowski, im Powiat Oświęcimski, im Powiat Wadowicki und im Powiat Żywiecki.

## Streckenverlauf
Woiwodschaft Kleinpolen, Powiat Chrzanowski
-  Chrzanów (Krenau) (A 4, DK 79, DW 933)
- Płaza 
-  Wygiełzów (DW 780)
-  Babice (DW 780)
- Olszyny
- Jankowice

Woiwodschaft Kleinpolen, Powiat Oświęcimski
- Podolsze
-  Zator (Nowe Miasto) (DK 28, DK 44)

Woiwodschaft Kleinpolen, Powiat Wadowicki
- Gierałtowice (Gieraltowice)
- Wieprz
-  Andrychów (Nowe Miasto) (DK 52)
- Sułkowice (Sulkowice)
- Targanice

Woiwodschaft Schlesien, Powiat Żywiecki
- Kocierz Moszczanicki
-  Łękawica (DW 943)